# Naworth Castle
Naworth Castle, også kendt og omtalt som "Naward", er en middelalderborg, der ligger ca. 3 km øst for byen Brampton, Cumbria, England.
Den ligger ud til A69 road og floden Irthing på den anden side, og med udsigt til Lanercost Priory.
Det er en listed building af første grad.